# 란드베테르 공항

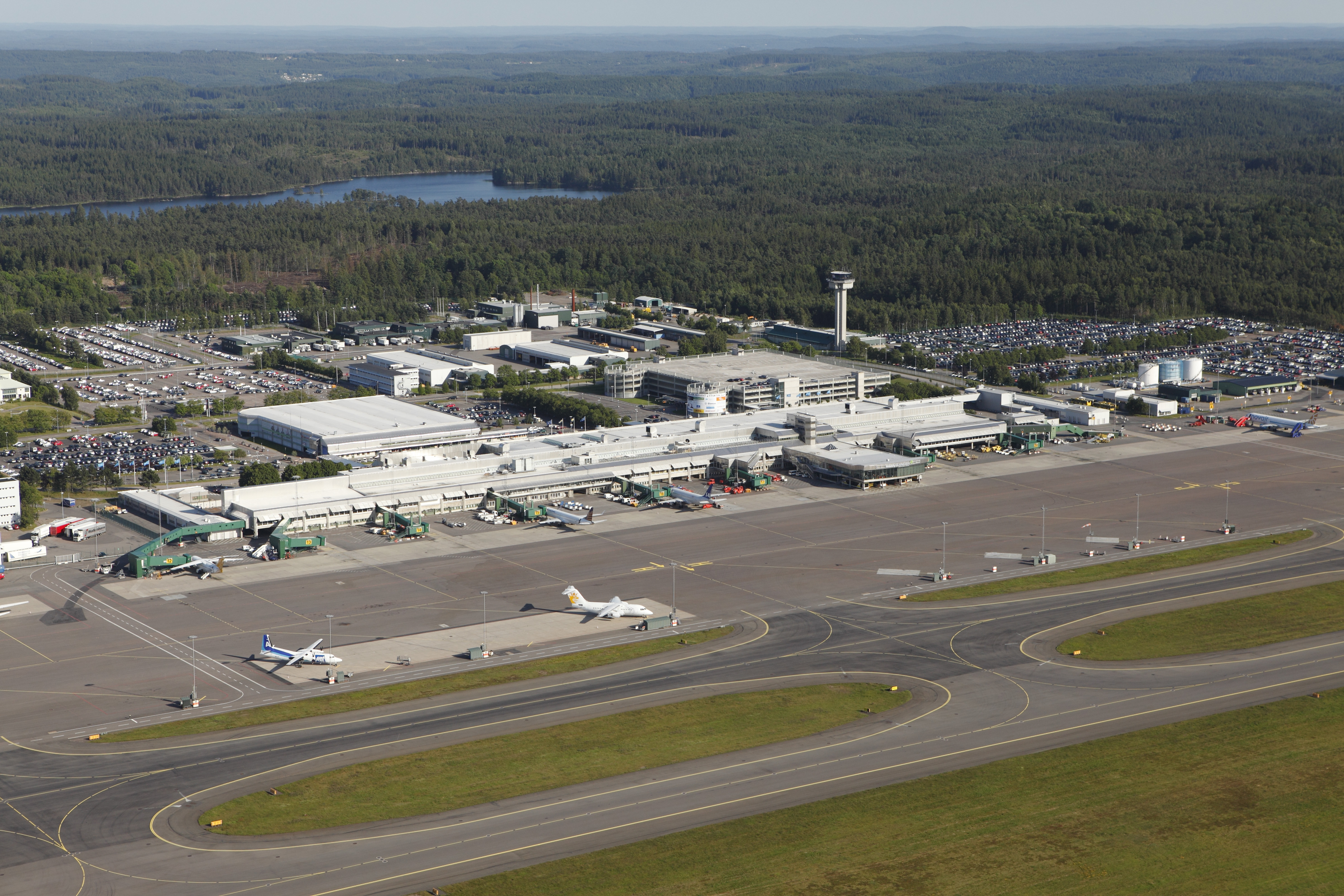

란드베테르 공항(Göteborg Landvetter Airport, IATA: GOT, ICAO: ESGG)은 스웨덴 예테보리 지역을 관할하는 국제공항이다. 스톡홀름 알란다 공항에 이어 2018년 두 번째로 큰 공항이다.(승객 수 6,800,000명)
코로나19 범유행으로 인해 대부분의 항공편이 취소되었다. 2020년 4월 암스테르담 스히폴 공항으로 가는 KLM 항로만이 꾸준히 일일 운영되었다. 승객 수는 2019년 4월 대비 2020년 4월 기준 99.5% 하락하였다.